# Застава М21
Застава M21 — сербский автомат, разработанный на основе предыдущих моделей (в свою очередь являющихся клонами АК).

## Описание
С точки зрения внутреннего устройства М21 является копией автомата Калашникова, за исключением использования патронов 5,56×45 мм НАТО и дополнительного переводчика режимов стрельбы на левой стороне оружия над пистолетной рукояткой. Также автомат отличается прицельными приспособлениями, формой пистолетной рукоятки, цевья и пламегасителя. Складной вправо приклад позволяет вести стрельбу из оружия даже в сложенном состоянии. На автомат возможна установка штык-ножа или подствольного гранатомёта. Канал ствола хромирован. Имеет несьёмную крышку ствольной коробки, которая, в отличие от предшественников, закреплена на шарнире, благодаря чему на неё возможна установка планок Пикатинни. Рычаг предохранителя/переводчика режимов огня продублирован на левой стороне ствольной коробки небольшим вертикально расположенным рычажком, закрепленным на той же оси. Ствол имеет полигональные нарезы и выполнен методом холодной ротационной ковки. Ствол имеет дульный тормоз-компенсатор — пламегаситель стандарта НАТО, позволяющий запускать с него ружейные гранаты. Мушка вынесена на газоотводный блок, целик съемный. На М21 возможна установка как российского 40-мм гранатомёта ГП-25/30, так и американского M203, для чего используются соответствующие переходники. Крепление для штык-ножа выполнено на стволе сбоку, так что в присоединённом состоянии штык не мешает вести огонь из подствольного гранатомёта.

## vВарианты
- Zastava M21A — базовый вариант (длина ствола 460 мм)[2];
  - Zastava M21ABS — вариант M21A, отличающийся дополнительными планками для установки аксессуаров[3].
- Zastava M21S — укороченный вариант со стволом длиной 375 мм[4];
  - Zastava M21SBS — вариант М21S, отличающийся дополнительными планками для установки аксессуаров[5].

## Страны-эксплуатанты
- Азербайджан[6]
- Армения[7]
- Босния и Герцеговина[8]
- Камерун[9]
- Ирак[10]
- Иордания[8]
- Северная Македония[11][12]
- Пакистан[13]
- Перу[14]
- Сербия[11]